# Lephana excisata
Lephana excisata là một loài bướm đêm trong họ Erebidae.